# Вестерплатте
Вестерплатте (пол. Westerplatte, нім. Westerplatte) — півострів у Гданську (Польща), який відділяє рукав Мертва Вісла (гирло Вісли) від Гданської затоки Балтійського моря. Півострів трикілометровою дугою простягнувся на півночі міста.
1 вересня 1939 року був обстріляний німецьким броненосцем «Шлезвіг-Гольштейн», що ознаменувало початок Другої світової війни. Героїчна оборона Вестерплатте тривала до 7 вересня та закінчилася капітуляцією польського військового гарнізону.

## Назва

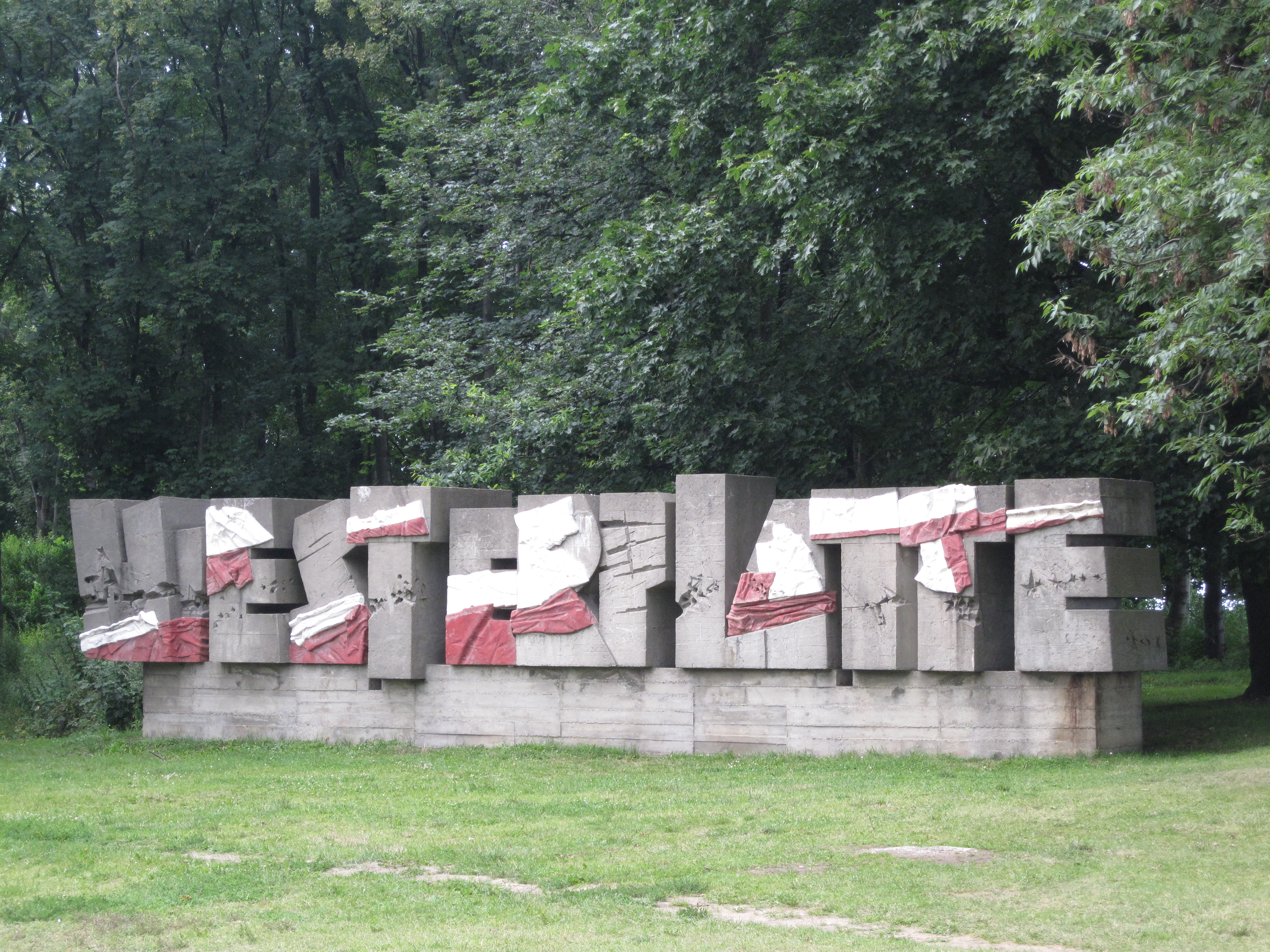
Пам'ятник неподалік в'їзду на півострів

Назва півострова Вестерплатте походить з німецької мови (нім. Westerplatte). Складається з двох слів wester — захід та platte — плита в розумінні острів.
Вестерплатте в XIX столітті був островом. Західним його було названо на противагу до нім. Ost Platte (східний острів). Попри подальше злиття Східного острова з материком і перетворення Західного на півострів назва «Вестерплатте» збереглася.

## Положення
Вестерплатте простягся вузькою смугою (ширина 200—500 метрів) на відстань до 3 кілометрів на острові Портовий. Заліснений півострів із північно-східного боку омивається Гданською затокою Балтійського моря та з південного заходу річковими водами найзахіднішого рукава гирла Вісли.
Вестерплатте не має постійного населення. Адміністративно належить до селища Переробка (пол. Przeróbka), яке є частиною міста Гданська (агломерація Тримісто, Поморське воєводство, Польща).